# رنگ موی انسان

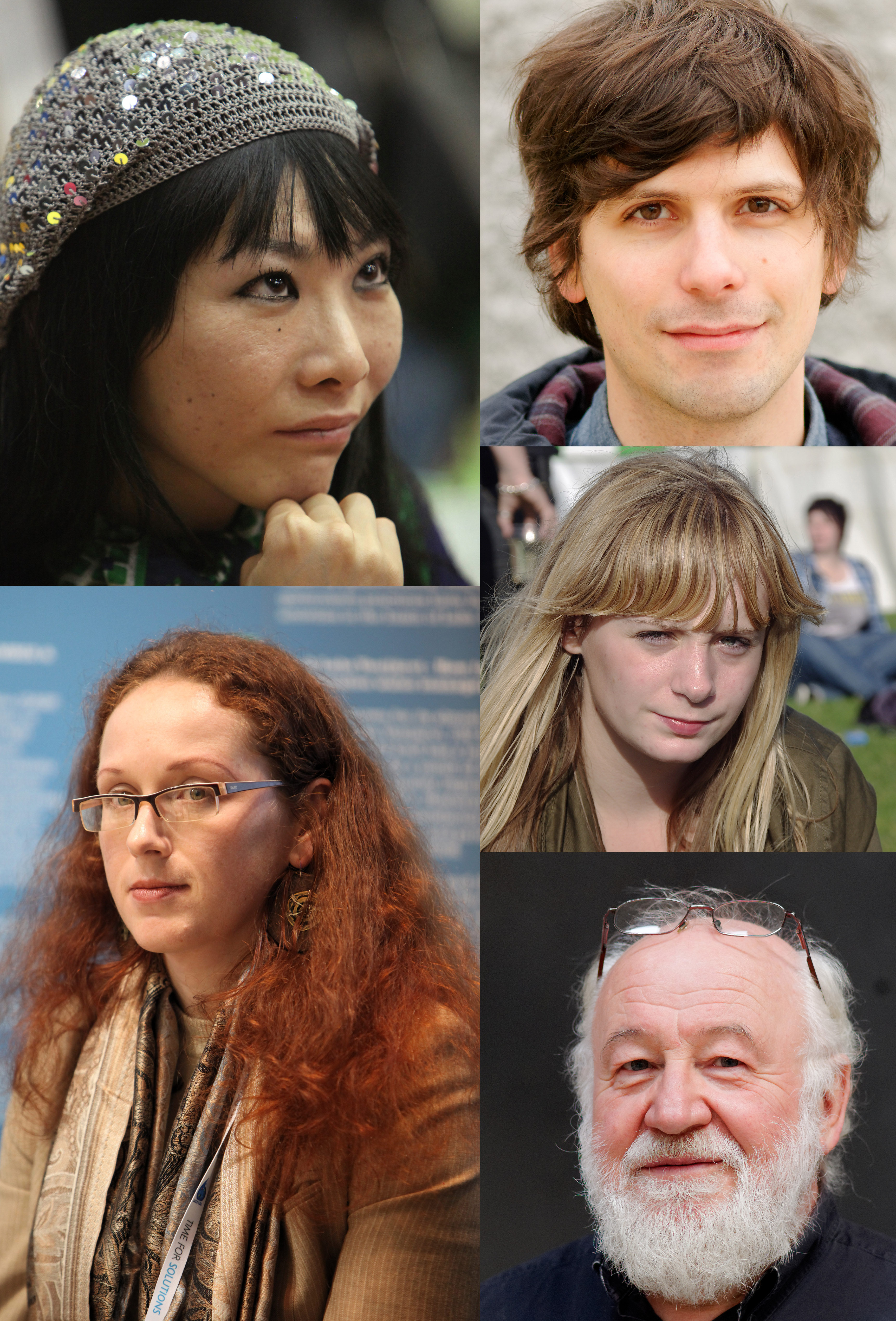

رنگ مو به رنگدانه‌های فولیکول‌های مو گفته می‌شود که از دو نوع ملانین: یوملانین و فیوملانین تشکیل شده‌است. اساساً چنانچه مقدار ملانین‌ها بیشتر باشد، رنگ مو تیره‌تر و چنانچه کمتر باشد، رنگ مو روشن‌تر می‌شود. وضعیت ملانین‌ها می‌تواند در طول زمان تغییر رنگ پیدا کند یا فولیکول‌های موی یک شخص می‌تواند بیشتر از یک رنگ داشته باشد. عدم تولید کافی ملانین موجب سفید شدن مو می‌شود.

رنگدانه مو (ملانین) در پیاز مو قرار دارد و تعیین‌کننده رنگ مو می‌باشد که ذاتا دارای رنگ سفید است.
رنگ مو را معمولاً به پنج دسته تقسیم می‌کنند: بور، قرمز، قهوه‌ای، خاکستری و مشکی که هرکدام می‌توانند دارای سایه‌های گوناگون باشند. رنگ مو از نظر شدت و سایه رنگ می‌تواند در طول زندگی فرد تغییر نماید.

## نگارخانه

موی مشکیموی مشکی
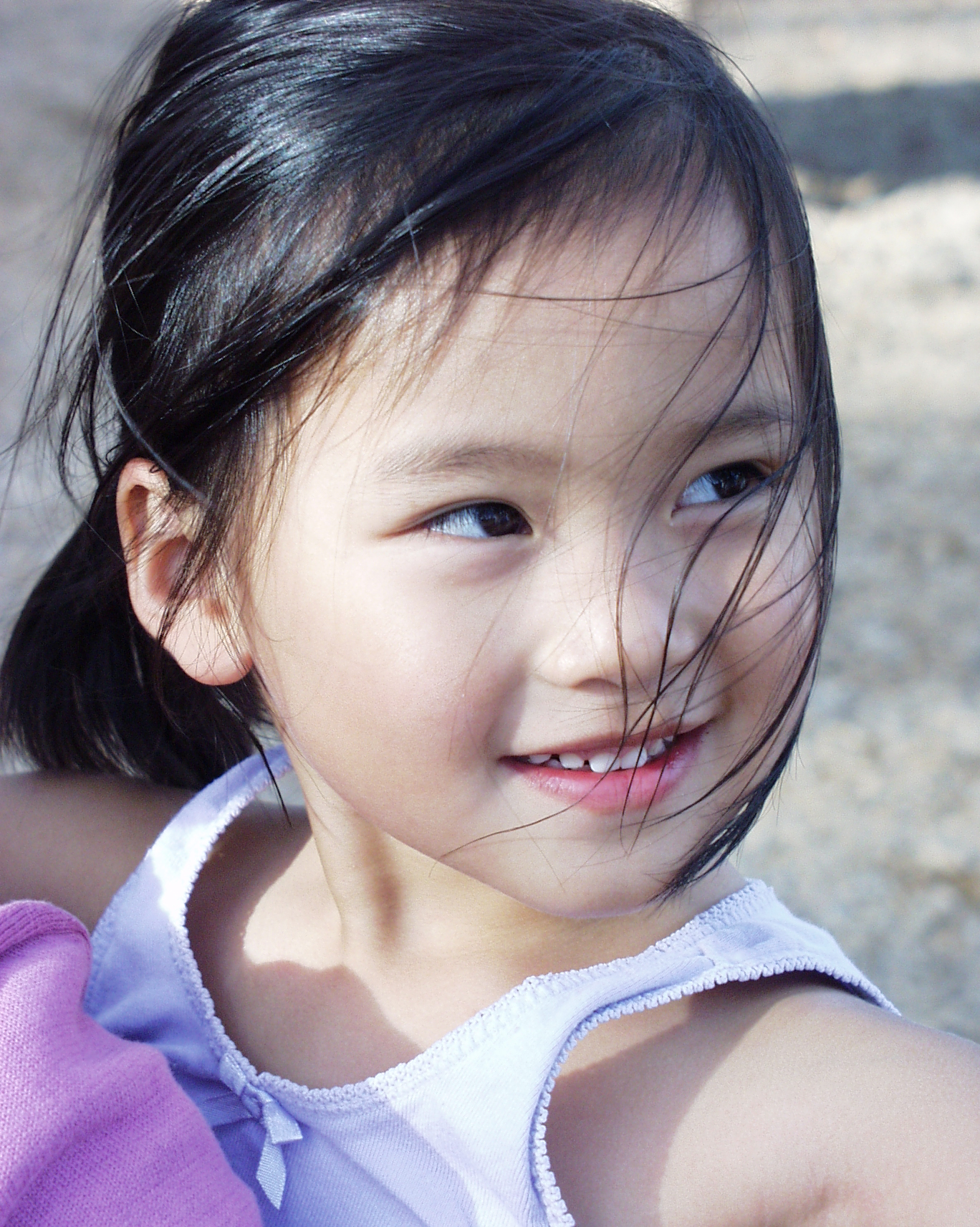
موی سیاه معمولی
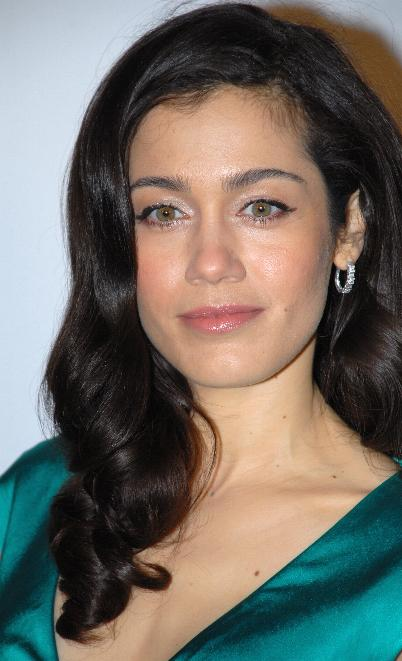
موی قهوه‌ای خیلی تیره
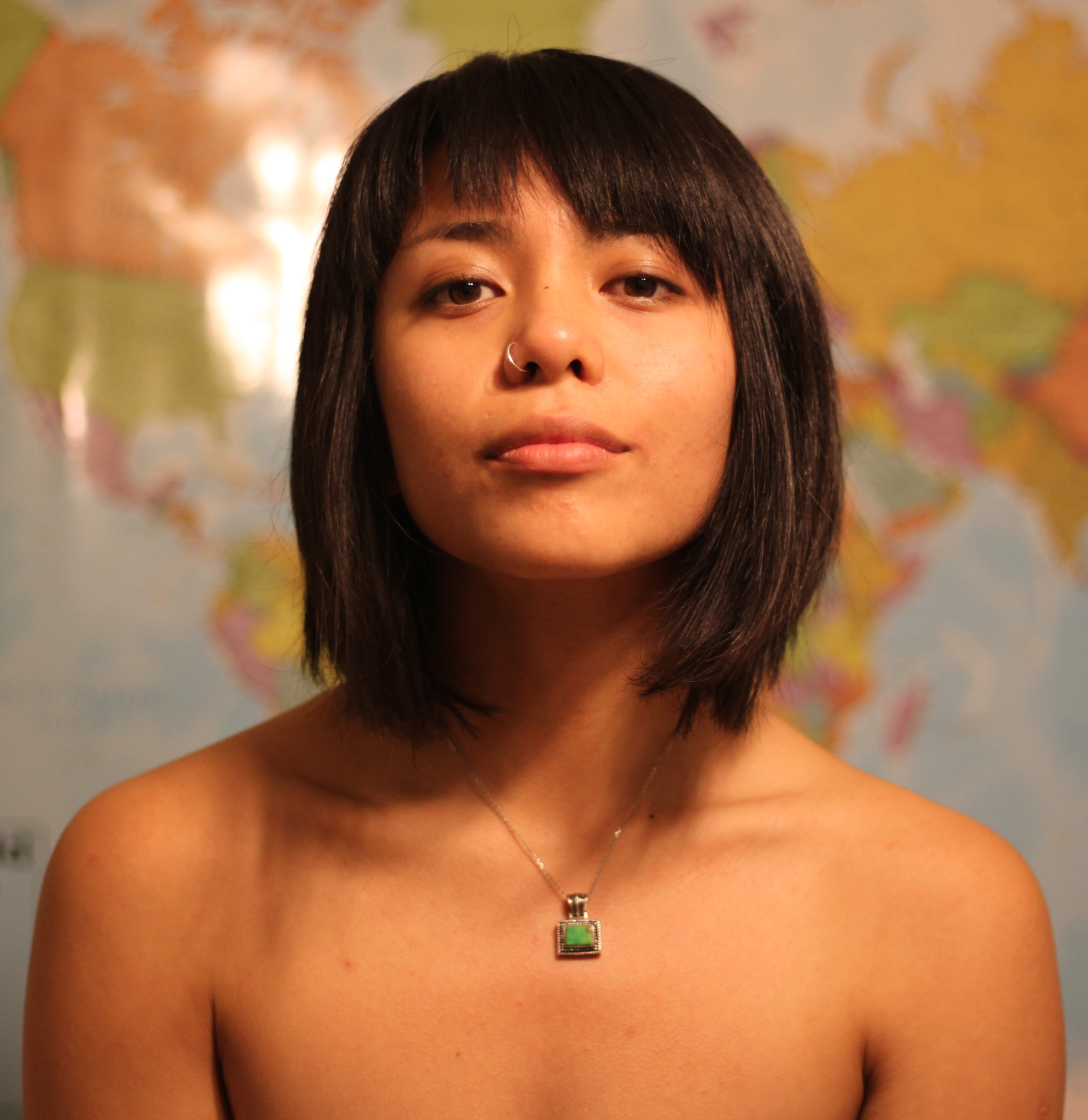
موی قهوه‌ای تیره
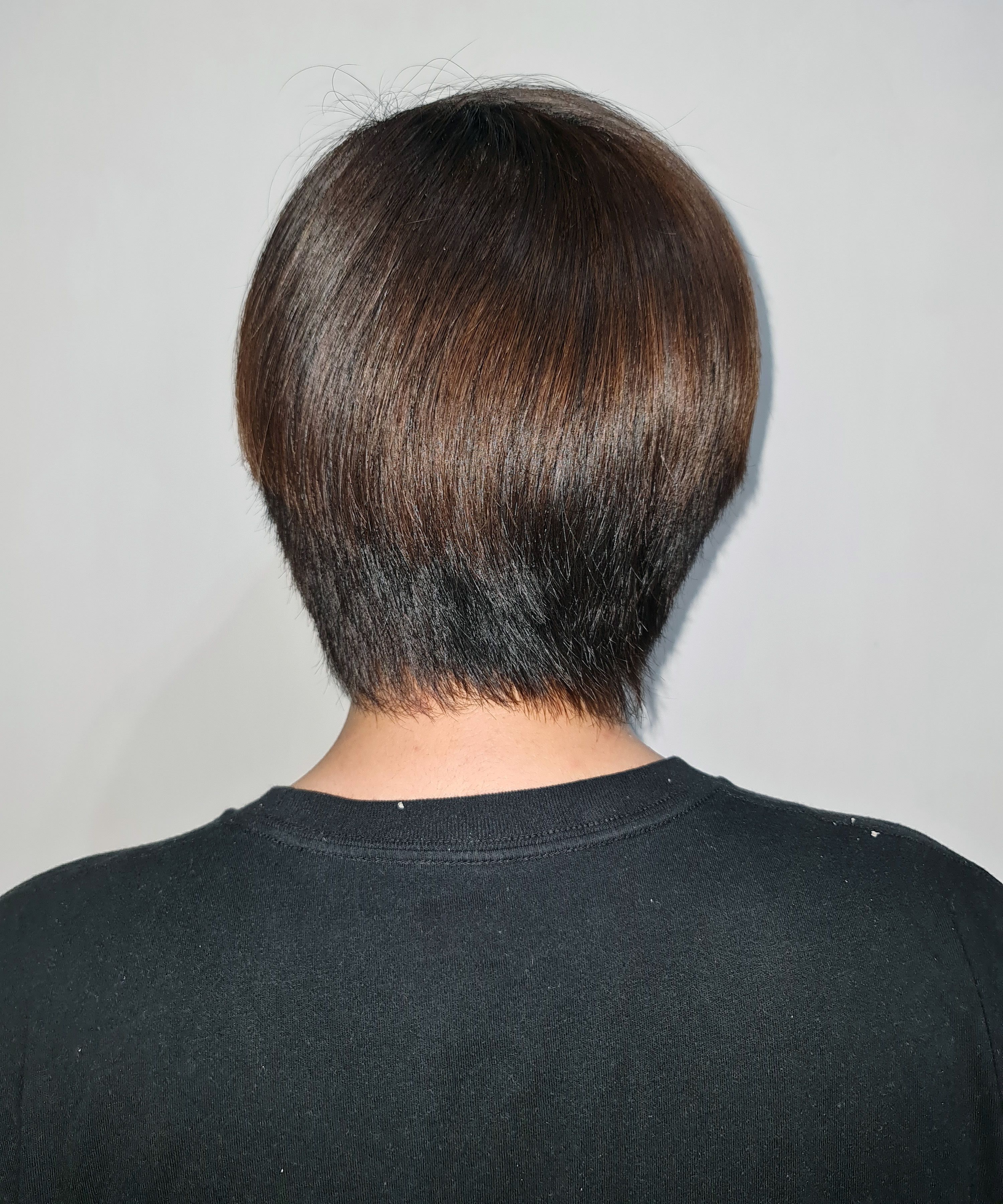
موی قهوه‌ای متوسط
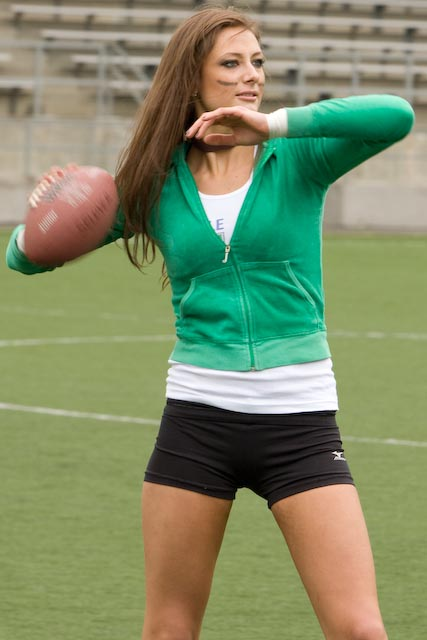
موی قهوه‌ای خیلی کم رنگ
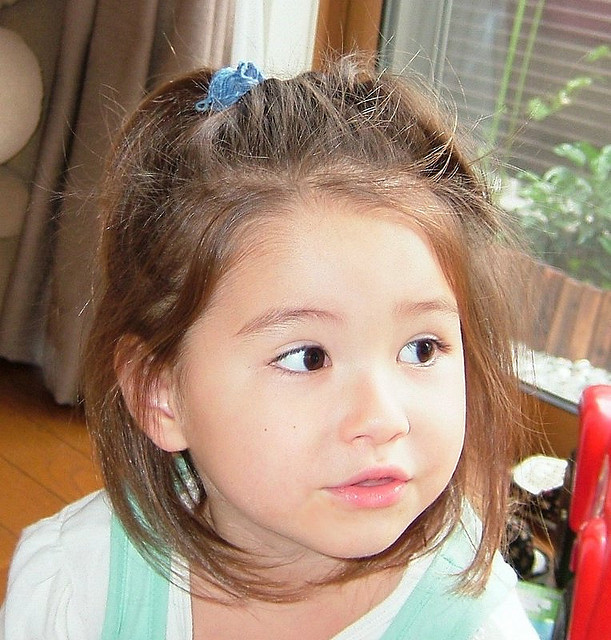
موی قهوه‌ای معمولی
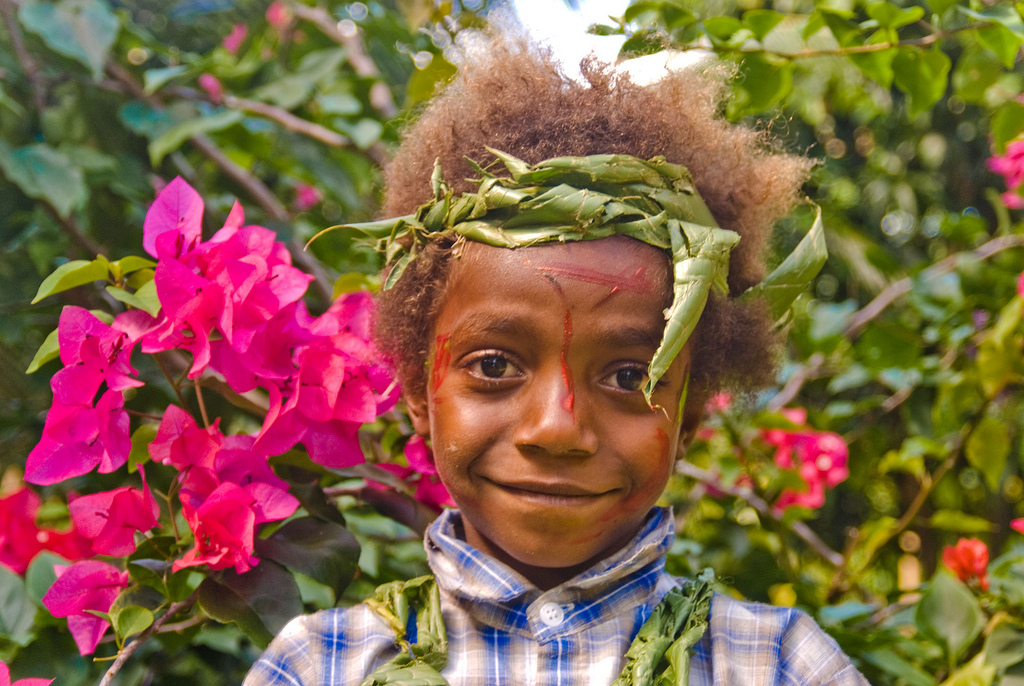
موی قهوه‌ای کم رنگ
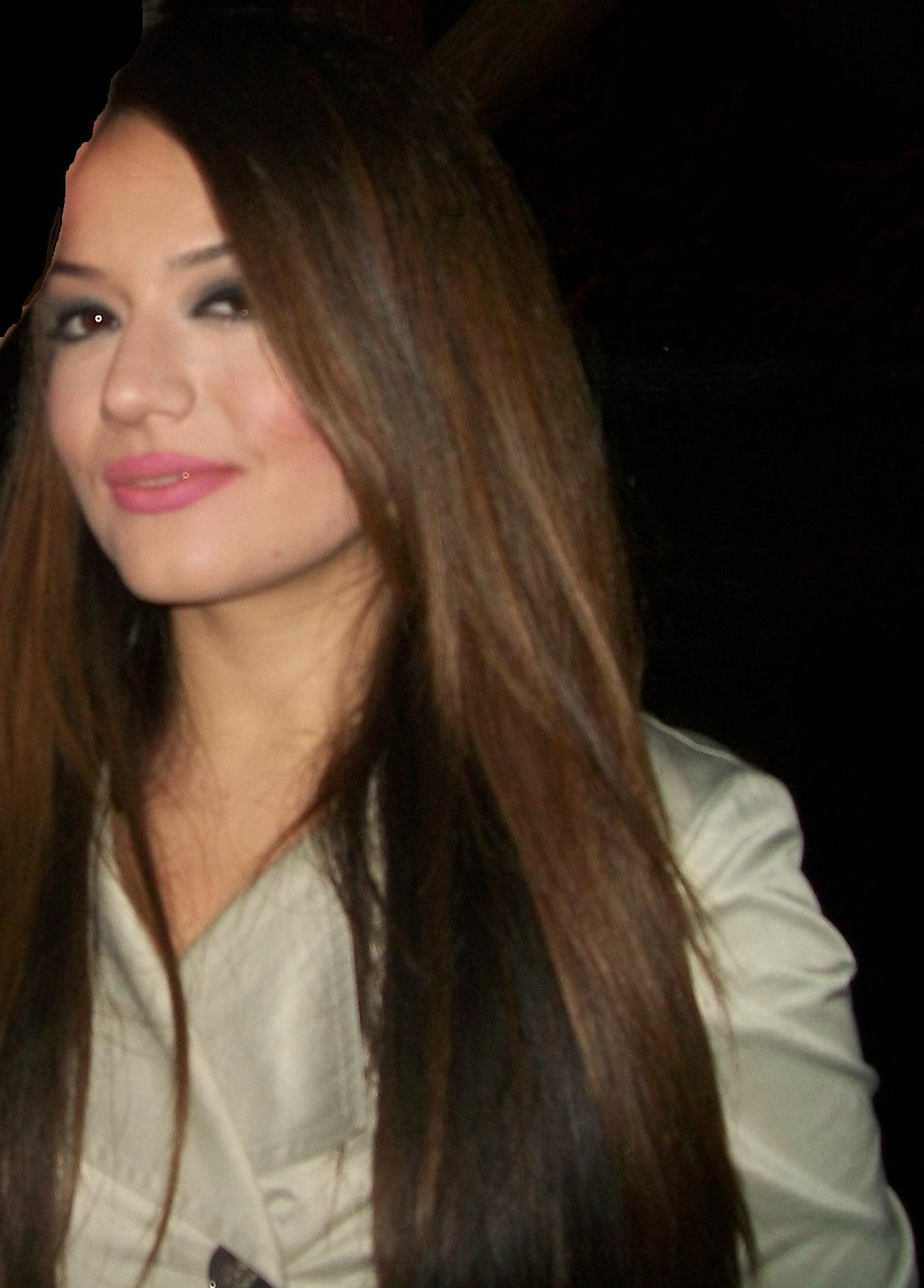
موی قهوه‌ای بلوطی
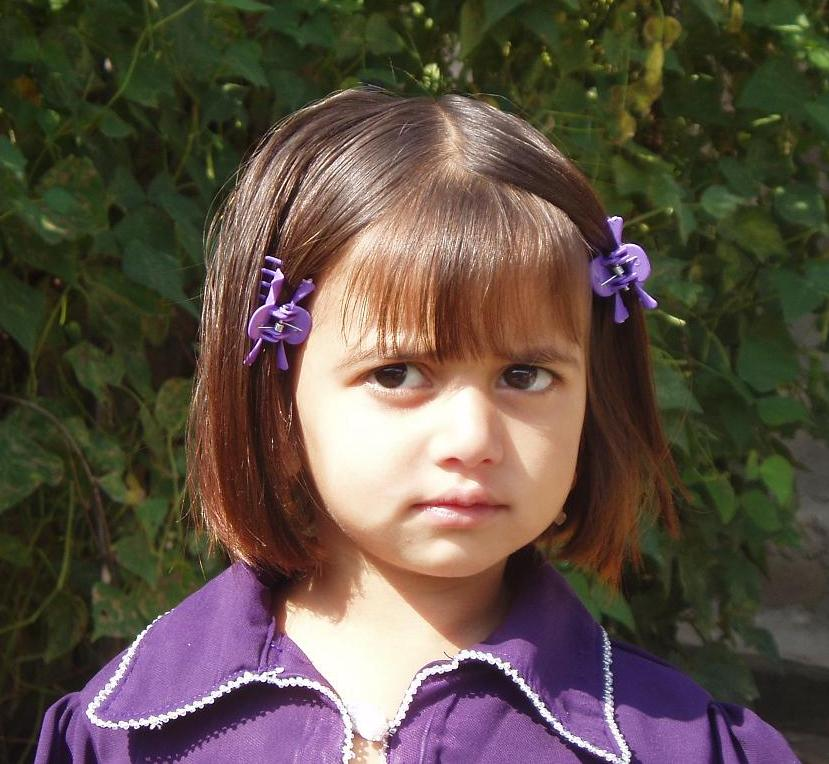
موی قهوه ای بلوطی کم رنگ
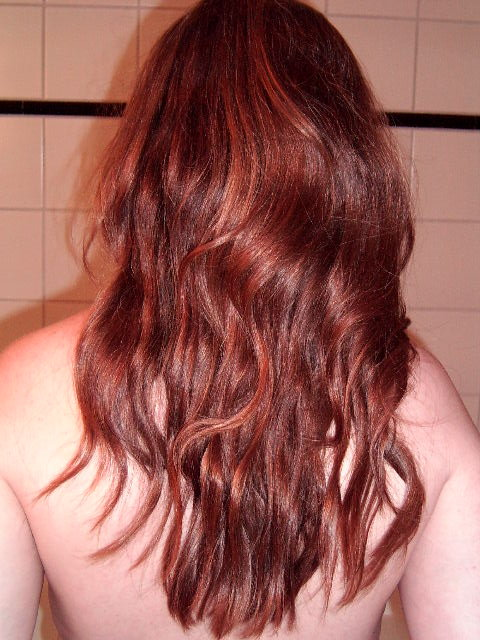
موی خرمایی
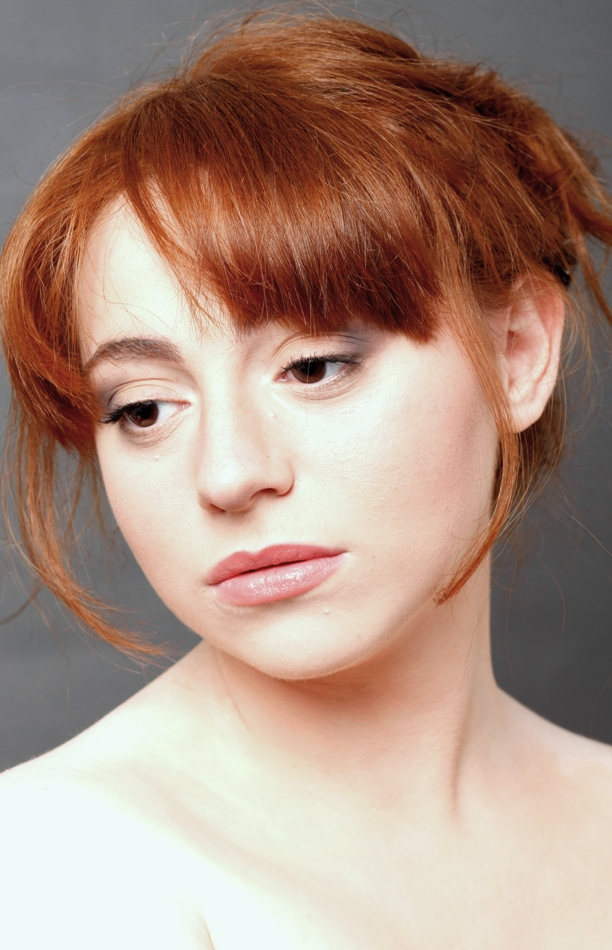
رنگ موی مسی
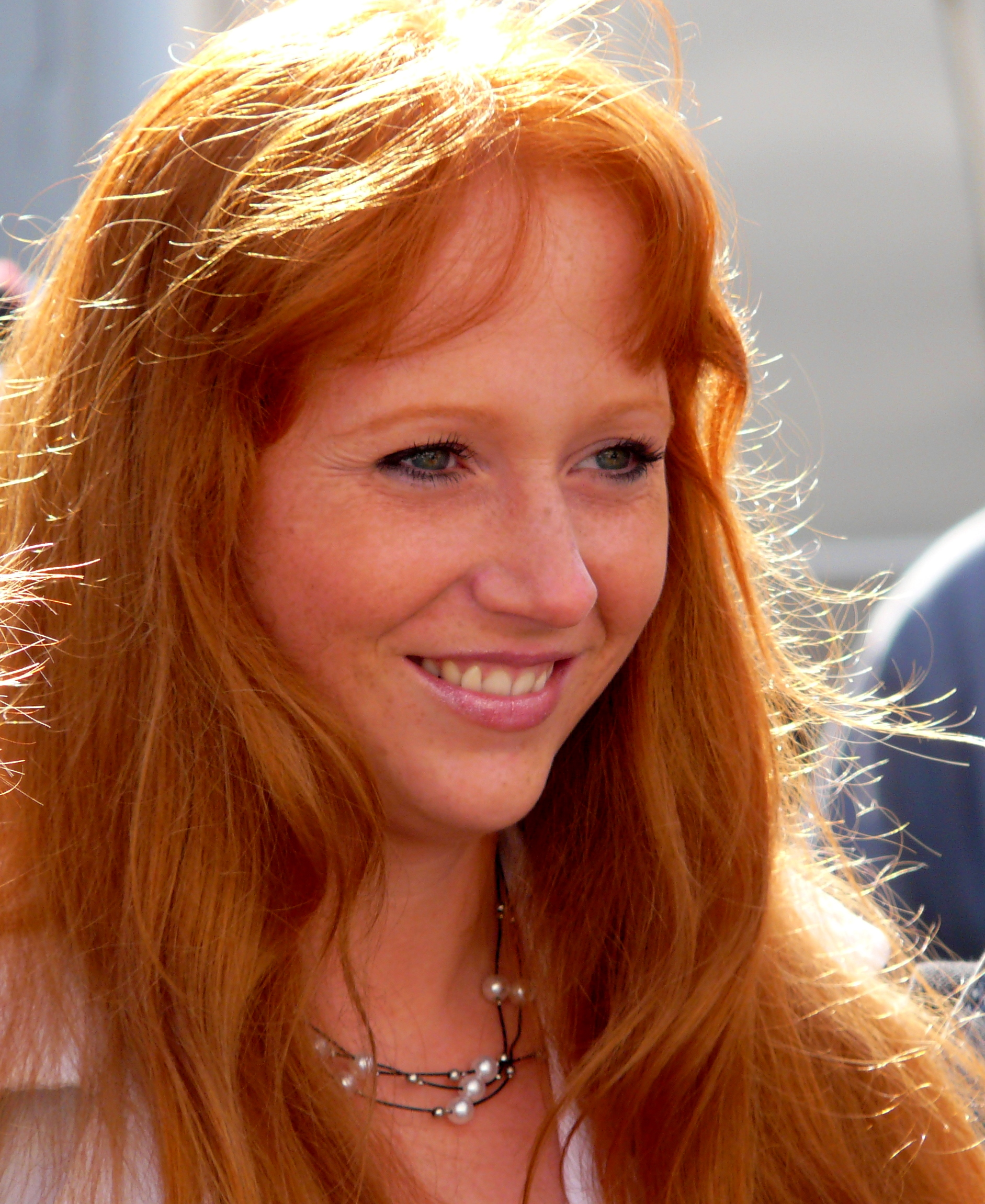
موی قرمز
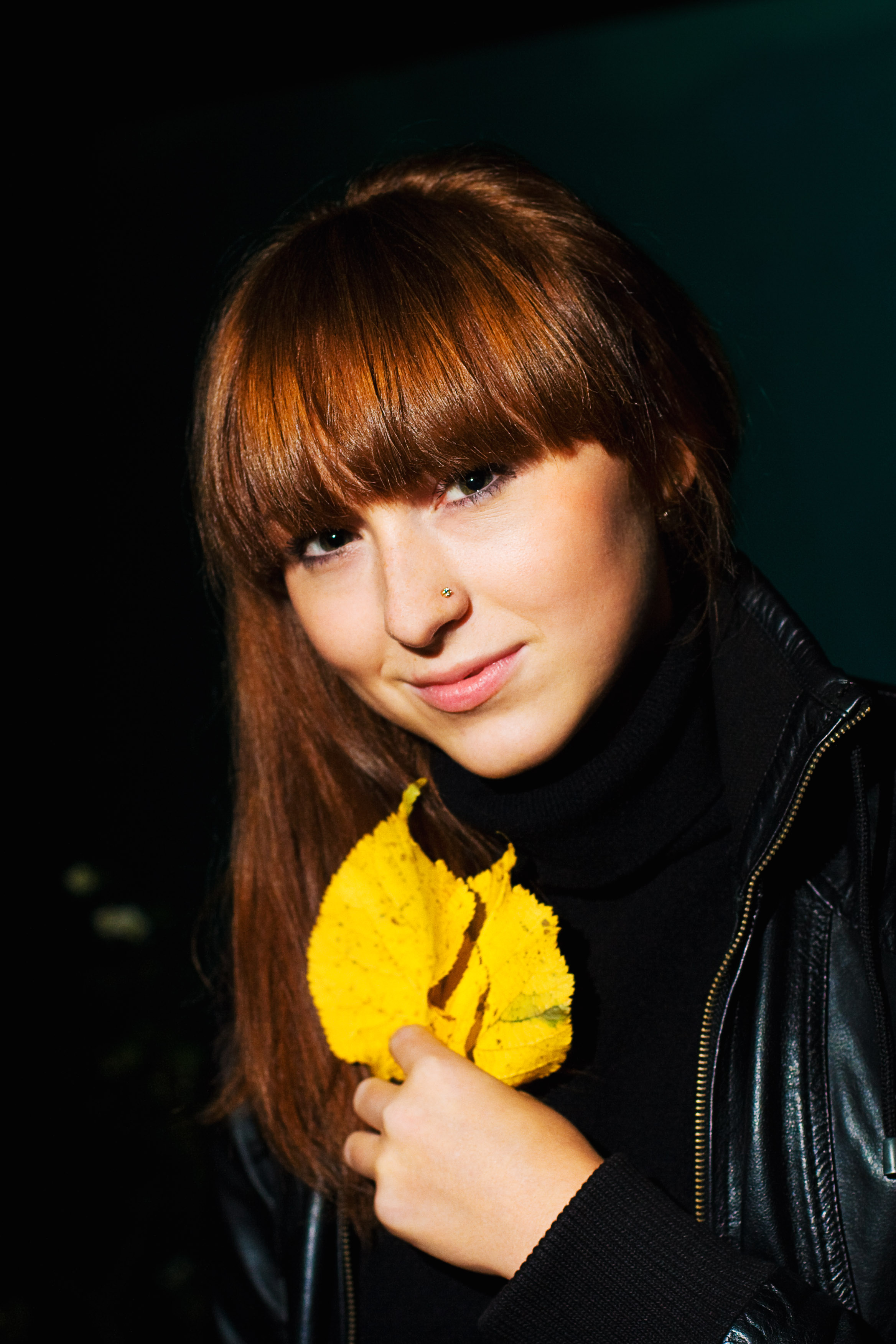
موی قهوه‌ای
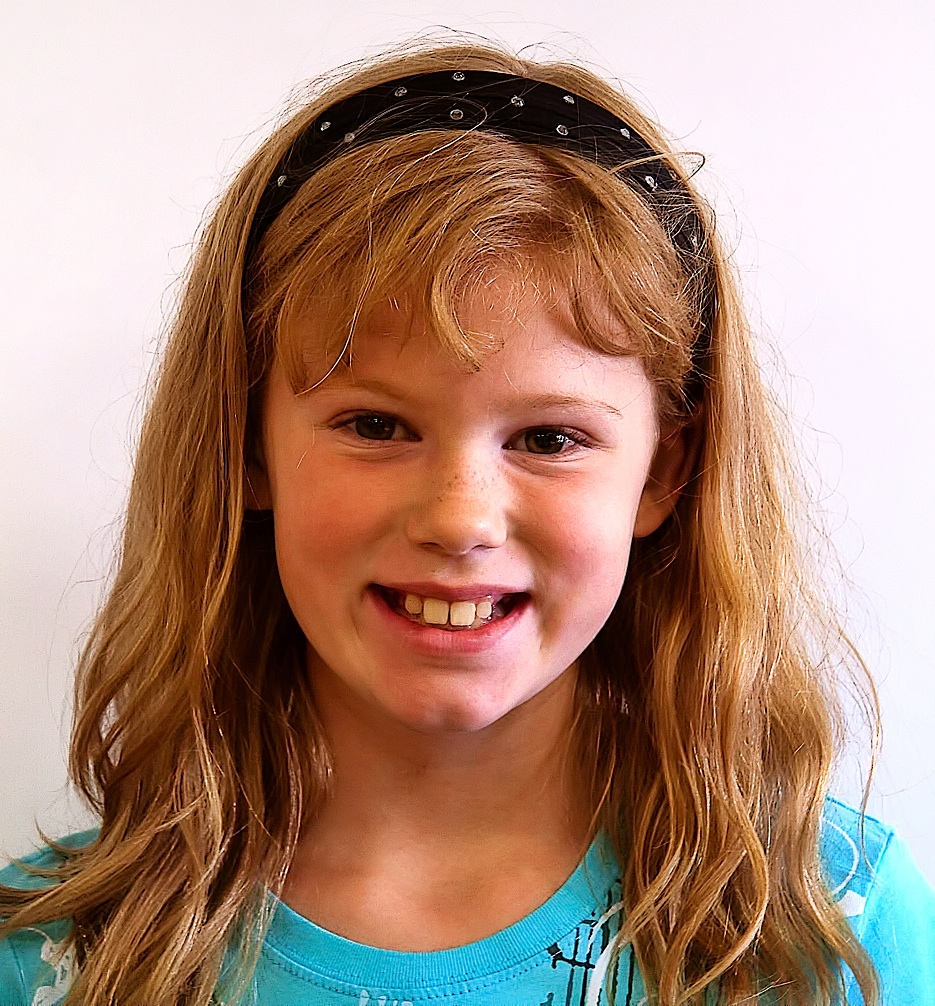
موی بلاند توت فرنگی
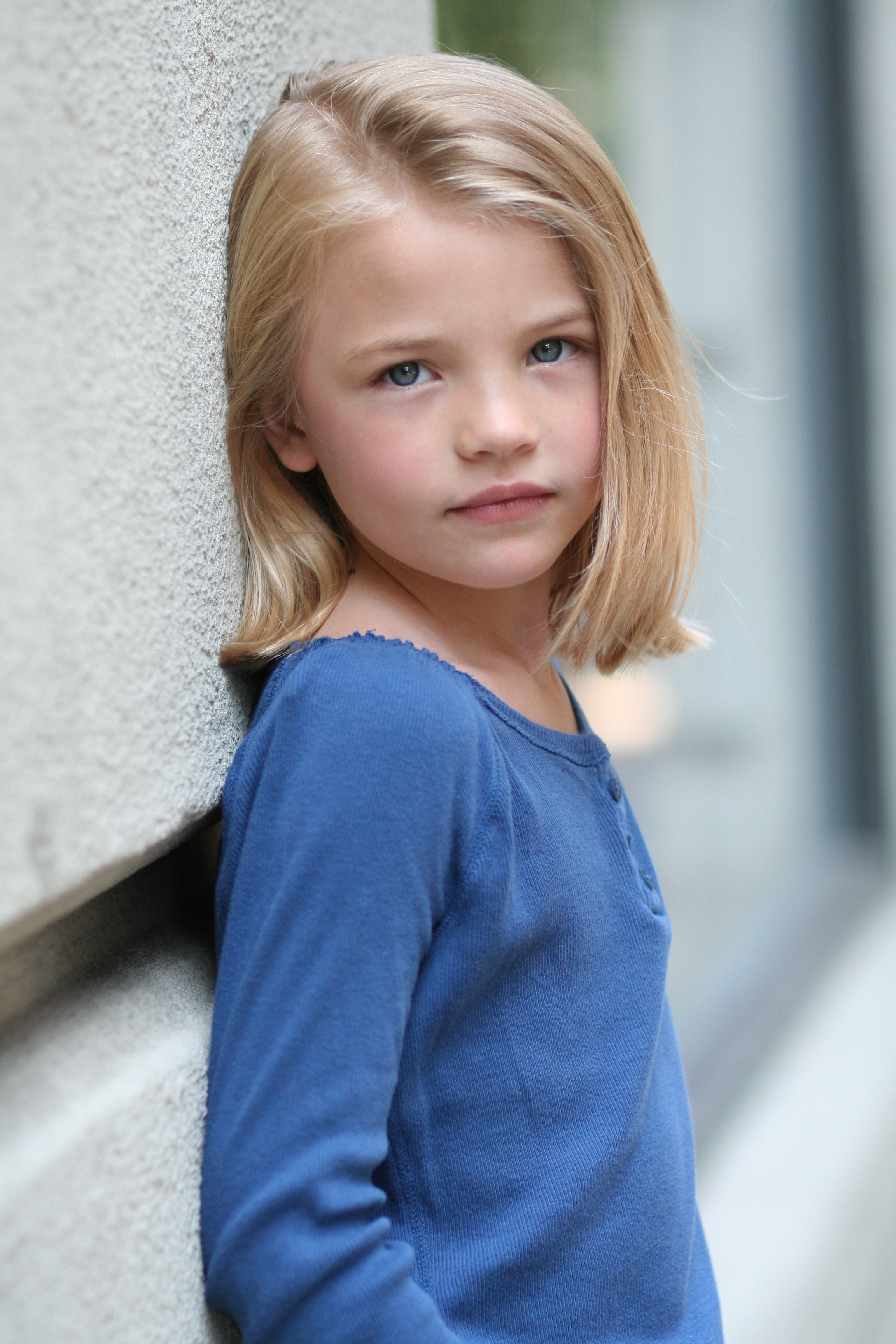
موی بلاند کم رنگ
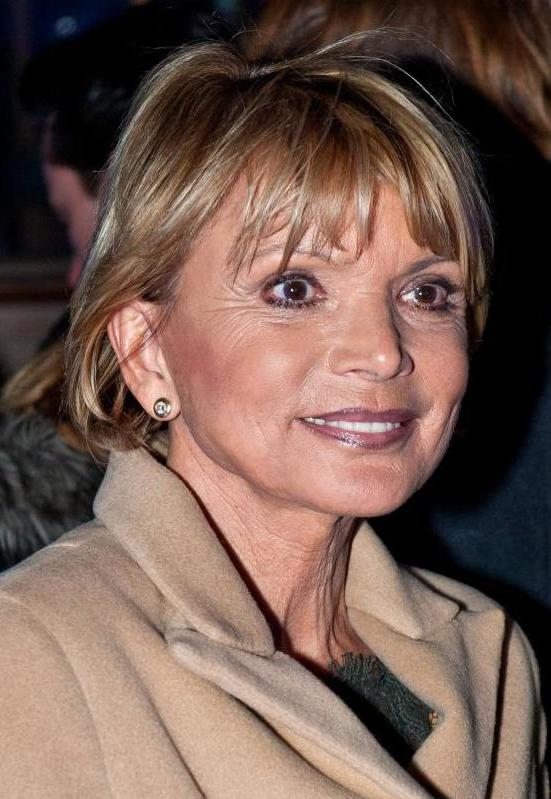
موی بلاند پررنگ
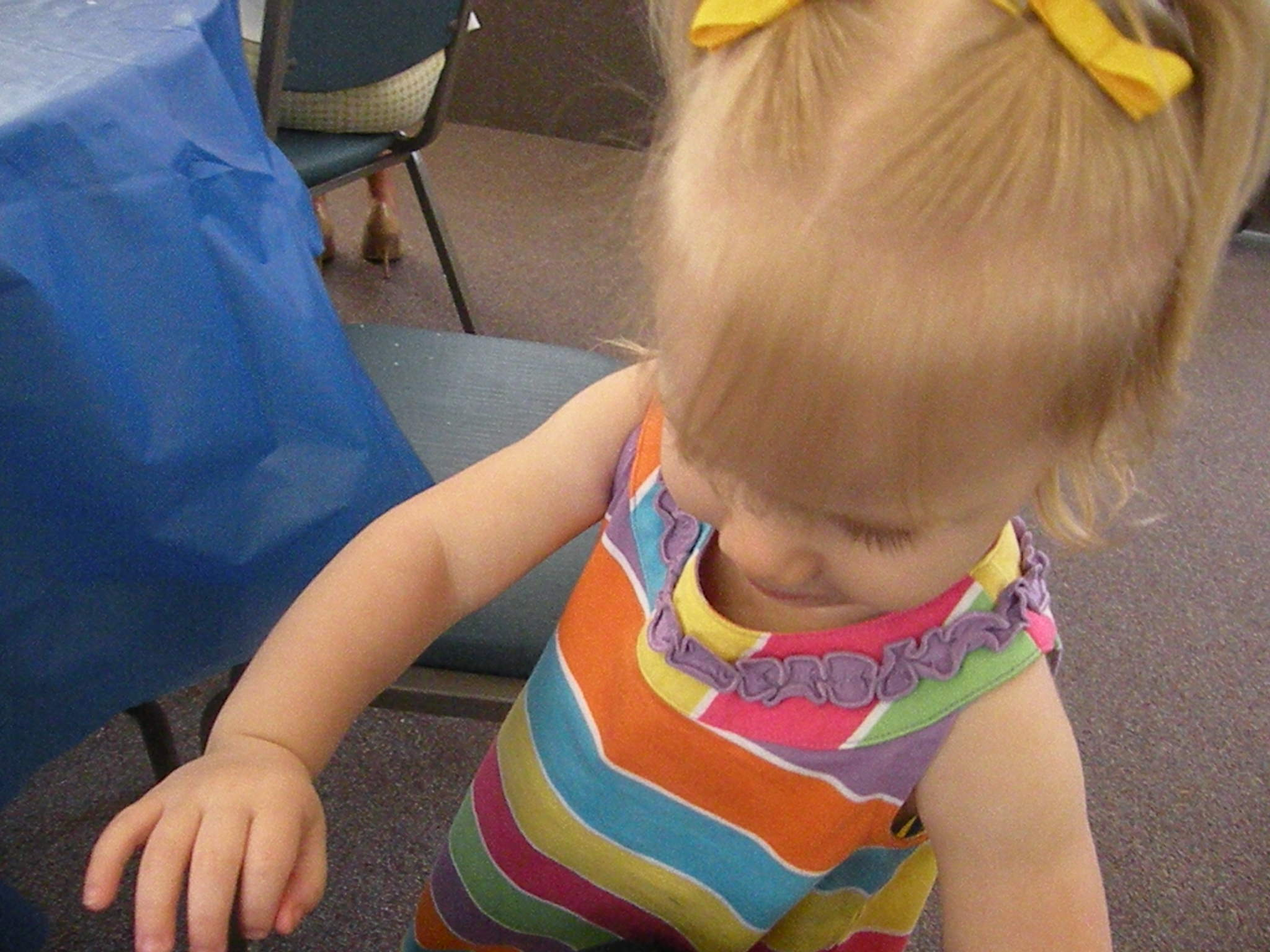
موی بلاند طلایی
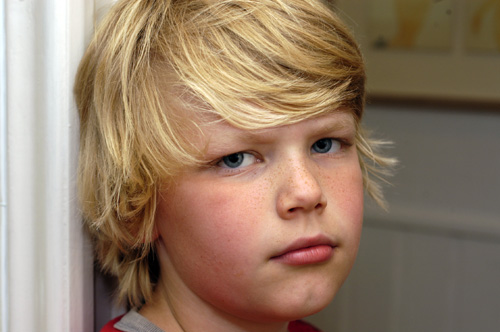
موی بلاند متوسط
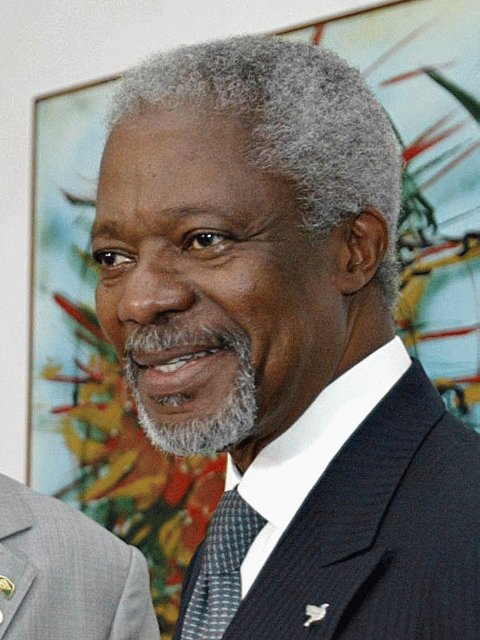
موی خاکستری
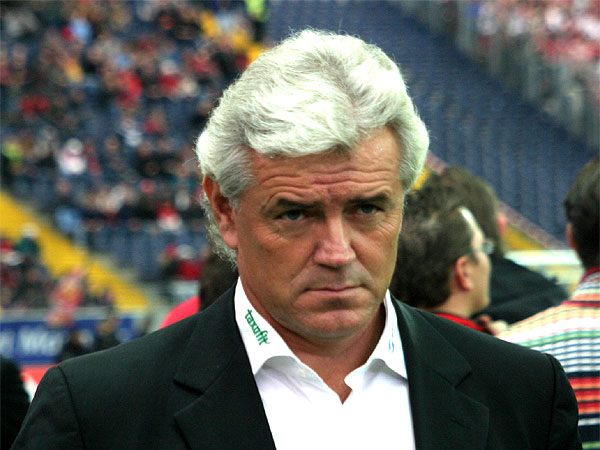
موی سفید
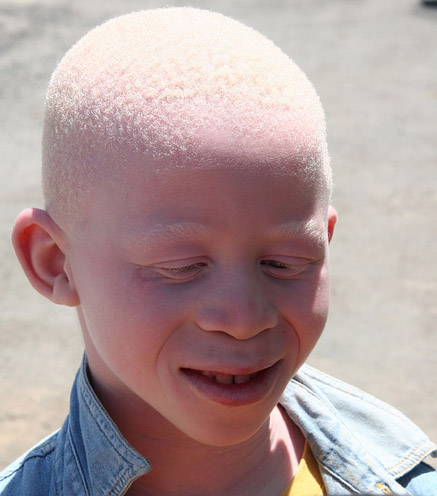
موی سفید به دلیل عدم رنگدانه